# East Rockaway
East Rockaway ist ein Village im Nassau County, New York, in den Vereinigten Staaten. Zum Zeitpunkt des United States Census 2010 hatte East Rockaway 9818 Einwohner.
Das inkorporierte Village of East Rockaway liegt vollständig in der Town of Hempstead und grenzt an Lynbrook, Hewlett, Rockville Centre, and  Oceanside. Die Einwohner sind zumeist italienischer und irischer Abstammung. Im Viertel Waverly Park und entlang der Ortsgrenze zu Hewlett gibt es nennenswerte jüdische Gemeinschaften.

## Geschichte

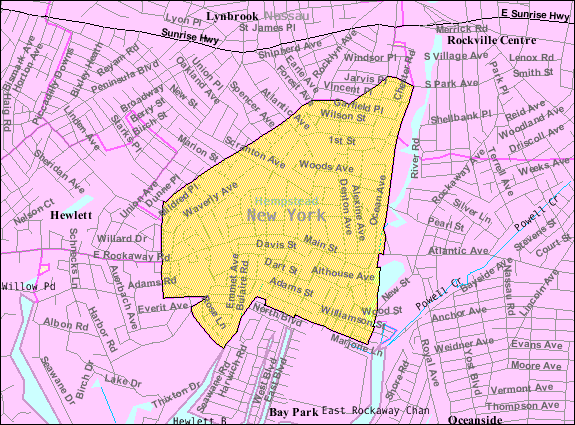
U.S. Census Map

Ursprünglich trug der Ort den Namen Near Rockaway. Seine Ursprünge lagen in der Schifffahrt und im Handel an der Südküste von Long Island. Die Lage war günstig für Schiffe, weil es an tiefen schiffbaren Einschnitten ins Innere der Halbinsel lag. Schließlich wurde am Mill River durch Joseph Haviland 1688 eine Getreidemühle errichtet. Die Haviland-Davison Grist Mill im Memorial Park, wurde 1998 in das National Register of Historic Places aufgenommen. Ein später hinzugefügter Ofen diente der Broterzeugung für die umgebende Bevölkerung. Das Dorf prosperierte dank der Schifffahrt und der Mühle.
1869 änderte man den Namen des Ortes in East Rockaway, und 1900 wurde der Ort als Village inkorporiert. Der erste Präsident des Villages war Floyd Johnson, und zum Zeitpunkt der Inkorporierung hatte der Ort 969 Einwohner.

## Demographie
Zum Zeitpunkt des United States Census 2000 bewohnten East Rockaway 10.414 Personen. Die Bevölkerungsdichte betrug 3942,0 Personen pro km². Es gab 4003 Wohneinheiten, durchschnittlich 1515,3 pro km². Die Bevölkerung East Rockaways bestand zu 95,64 % aus Weißen, 0,61 % Schwarzen oder African American, 0,03 % Native American, 1,71 % Asian, 0,01 % Pacific Islander, 1,09 % gaben an, anderen Rassen anzugehören und 0,91 % nannten zwei oder mehr Rassen. 5,79 % der Bevölkerung erklärten, Hispanos oder Latinos jeglicher Rasse zu sein.
Die Bewohner East Rockaways verteilten sich auf 3926 Haushalte, von denen in 32,6 % Kinder unter 18 Jahren lebten. 59,4 % der Haushalte stellten Verheiratete, 8,8 % hatten einen weiblichen Haushaltsvorstand ohne Ehemann und 29,0 % bildeten keine Familien. 25,9 % der Haushalte bestanden aus Einzelpersonen und in 11,2 % aller Haushalte lebte jemand im Alter von 65 Jahren oder mehr alleine. Die durchschnittliche Haushaltsgröße betrug 2,62 und die durchschnittliche Familiengröße 3,20 Personen.
Die Bevölkerung verteilte sich auf 23,7 % Minderjährige, 6,1 % 18–24-Jährige, 30,6 % 25–44-Jährige, 24,1 % 45–64-Jährige und 15,4 % im Alter von 65 Jahren oder mehr. Der Median des Alters betrug 39 Jahre. Auf jeweils 100 Frauen entfielen 90,3 Männer. Bei den über 18-Jährigen entfielen auf 100 Frauen 87,4 Männer.
Das mittlere Haushaltseinkommen in East Rockaway betrug 59.911 US-Dollar und das mittlere Familieneinkommen erreichte die Höhe von 78.363 US-Dollar. Das Durchschnittseinkommen der Männer betrug 50.365 US-Dollar, gegenüber 36.387 US-Dollar bei den Frauen. Das Pro-Kopf-Einkommen belief sich auf 30.601 US-Dollar. 3,5 % der Bevölkerung und 2,4 % der Familien hatten ein Einkommen unterhalb der Armutsgrenze, davon waren 3,6 % der Minderjährigen und 6,0 % der Altersgruppe 65 Jahre und mehr betroffen.

## Bildung
Es gibt im East Rockaway School District zwei Elementary Schools für die Klassenstufen 1–6 und eine Junior/Senior High School für die Jahrgänge 7–12, auf die in jeder Klassenstufe etwa 100 Schüler gehen.

## Bekannte Bewohner
- Gary Giddins (* 1948), Schriftsteller
- Reid Gorecki (* 1980), Baseballspieler
- Brian Keith (1921–1997), Schauspieler
- Don Murray (1929–2024), Schauspieler

## Kommunale Dienste
Das Village liegt im Zuständigkeitsbereich des vierten Bezirks des Nassau County Police Department. Feuerwehr und Notarztdienste leistet das aus Freiwilligen bestehende East Rockaway Fire Department.

## Parks
- John Street Complex – Erholungsbereich mit Baseballanlage, zwei Basketballplätzen und ein Essensstand.[9][10]
- Bay Park – Ein großer Park in dem gleichnamigen Viertel im Süden des Villages mit mehreren Baseball- und Softballfeldern, eine Feld für Fußball und Football, eine Picknickanlage und dergleichen.

## Verkehr
East Rockaway verfügt über zwei Stationen an der Long Island Rail Road, beide am Long Beach Branch. Die Station East Rockaway zwischen Ocean Avenue und Atlantic Avenue sowie die Station Centre Avenue nordwestlich davon. Bis 1951 gab es an der Atlantic Avenue noch eine dritte Station.
In East Rockaway gibt es zwei Tankstellen.

## Belege
1. ↑  Race, Hispanic or Latino, Age, and Housing Occupancy: 2010 Census Redistricting Data (Public Law 94-171) Summary File (QT-PL), East Rockaway village, New York. U.S. Census Bureau, American FactFinder 2, abgerufen am 3. Oktober 2011.
2. ↑  Haviland--Davison Grist Mill auf npgallery.nps.gov.
3. ↑  Patricia C. Sympson: East Rockaway. Arcadia Publishing, 2009, ISBN 978-0-7385-6540-8, S. 28 (books.google.de).
4. ↑  Long Island History: East Rockaway (Memento vom 11. März 2007 im Internet Archive) auf Newsday.com, 2006.
5. ↑  James Jenkins: EAST ROCKAWAY & LOCAL HISTORY (Memento vom 6. Dezember 2000 im Internet Archive)
6. ↑  Annual Estimates of the Resident Population for Incorporated Places: April 1, 2010 to July 1, 2015. Abgerufen am 27. September 2016 (englisch).
7. ↑  Census of Population and Housing. Census.gov, abgerufen am 27. September 2016 (englisch).
8. ↑  East Rockaway School District auf LongIslandSchools.com
9. ↑  Village of East Rockaway – Recreation. Archiviert vom Original (nicht mehr online verfügbar) am 3. März 2012; abgerufen am 11. März 2009.
10. ↑  Yahoo! Maps, Driving Directions, and Traffic. Abgerufen am 11. März 2009.